# Mélanie Thierry
Mélanie Thierry (Saint-Germain-en-Laye, 17 juli 1981) is een Frans actrice en mannequin.

## Biografie
Thierry groeide op in Sartrouville en trad op dertienjarige leeftijd al op in reclamespots en televisiefilms. Als model poseerde ze onder andere voor Vogue Italia, The Face, Double, Elle en de campagne voor Opium van YSL. Thierry speelde in zowel televisieseries, films en theater als de muziekclips van Fédération française de fonck (FFF).
Haar rol van een schizofreen personage in het toneelstuk Vieux Juif blonde van Amanda Sthers leverde haar in 2006 lovende kritieken op van de pers. In 2010 ontving ze de César voor beste jong vrouwelijk talent voor haar rol van Magali in Le Dernier pour la route.

### Privéleven
Thierry woont sinds 2002 samen met de Franse zanger Raphael en treedt op in enkele van zijn muziekclips. Ze hebben samen twee kinderen, een zoon en een dochter.

## Filmografie

### Films
- 2023: Captives van Arnaud des Pallières - Fanni
- 2023: Soudain seuls van Thomas Bidegain - Laura
- 2023: L'Établi van Mathias Gokalp - Nicole
- 2021: La Vraie Famille van Fabien Gorgeart - Anna
- 2021: Tralala van Arnaud en Jean-Marie Larrieu - Jeannie
- 2020: Da 5 Bloods van Spike Lee - Hedy
- 2018: Le vent tourne van Bettina Oberli - Pauline
- 2017: La douleur van Emmanuel Finkiel - Marguerite Duras épouse Antelme
- 2017: Au revoir là-haut van Albert Dupontel - Pauline
- 2016: La Danseuse van Stéphanie Di Giusto - Gabrielle
- 2015: Je ne suis pas un salaud van Emmanuel Finkiel - Karine
- 2015: A Perfect Day van Fernando León de Aranoa - Sophie
- 2014: Le Règne de la beauté van Denys Arcand - Stéphanie
- 2013: The Zero Theorem van Terry Gilliam - Bainsley
- 2013: Pour une femme van Diane Kurys - Lena
- 2013: L'Autre Vie de Richard Kemp van Germinal Alvarez - Hélène Batistelli
- 2012: Comme des frères van Hugo Gélin - Charlie
- 2012: Ombline van Stéphane Cazes - Ombline Morin
- 2011: Impardonnables van André Téchiné - Alice
- 2011: La vitesse du passé (kortfilm) - Margot
- 2010: L'Autre Dumas van Safy Nebbou - Charlotte Desrives
- 2010: La Princesse de Montpensier van Bertrand Tavernier - Marie de Montpensier
- 2009: Je vais te manquer van Amanda Sthers
- 2009: Le Dernier pour la route van Philippe Godeau
- 2008: Babylon A.D. van Matthieu Kassovitz - Aurora
- 2008: Largo Winch van Jérôme Salle - Léa / Naomi
- 2007: Chrysalis van Julien Leclercq - Helena & Manon
- 2006: Pardonnez-moi van Maïwenn - Nadia
- 2006: Pu-239 van Scott Z. Burns - Oxsana
- 2005: Écorchés van Cheyenne Carron - Léa
- 2003: Passages van Colas Rifkiss en Mathias Rifkiss - Hannah
- 2002: Jojo la frite van Nicolas Cuche - Camilla
- 2001: 15 août van Patrick Alessandrin - Julie
- 2000: Canone Inverso - Making Love van Ricky Tognazzi - Sophie Levi
- 1999: Quasimodo d'El Paris, van Patrick Timsit - Esmeralda/ Agnès
- 1999: La Fête du cinéma 1999 (korte film)
- 1998: La leggenda del pianista sull'oceano (The Legend of 1900) van Giuseppe Tornatore - Venetiaans meisje

### Televisie
- 2012: Henry V van Thea Scharrock (tv-film)
- 2005-2006: Merci, les enfants vont bien (seizoen 1-2) - Isis
- 2005: Fête de famille van Lorenzo Gabriele (miniserie) - Betty
- 2004: L'Enfant de l'aube van Marc Angelo - Camille
- 2003: Charles II : The Power and the Passion - Louise de Kéroualle
- 1997: Docteur Sylvestre van Dominique Tabuteau - Julie
- 1997: Des gens si bien élevés van Alain Nahum - Agathe
- 1997: Parisien tête de chien van Christiane Spiero - Chantal
- 1996: L'Amerloque van Jean-Claude Sussfeld - Henriette

## Theater
- 2015: Anna Christie van Eugène O'Neill
- 2009-2010: Baby Doll van Tennessee Williams
- 2006: Le Vieux Juif blonde van Amanda Sthers
- 2001: Crime et châtiment naar de roman van Dostojevski

## Prijzen en nominaties
De belangrijkste:
| Jaar | Prijs                    | Categorie                    | Film                     | Uitslag     |
| ---- | ------------------------ | ---------------------------- | ------------------------ | ----------- |
| 2017 | César                    | Beste actrice in een bijrol  | La Danseuse              | Genomineerd |
| 2010 | César                    | Beste jong vrouwelijk talent | Le Dernier pour la route | Gewonnen    |
| 2009 | Molière de la comédienne | Molière de la comédienne     | Baby Doll                | Gewonnen    |